# Desafio Brasil-Estados Unidos de Curling de 2009
O primeiro Desafio Brasil-Estados Unidos de Curling ocorreu entre 30 de janeiro e 1 de fevereiro de 2009 na cidade de Bismarck, Dakota do Norte. O vencedor da melhor-de-cinco jogos asseguraria vaga no Campeonato Mundial Masculino de Curling de 2009. Os Estados Unidos foram representados pela equipe capitaneada por Todd Birr, enquanto o Brasil competiu com atletas do Comitê Olímpico Brasileiro, estudantes da Universidade de Sherbrooke, no Canadá.

## Equipes
| Brasil                                                                                            | Estados Unidos                                                                       |
| ------------------------------------------------------------------------------------------------- | ------------------------------------------------------------------------------------ |
| Capitão: Marcelo Mello Terceiro: Celso Kossaka Segundo: Luis Augusto Silva Primeiro: Cesar Santos | Capitão: Todd Birr Terceiro: Paul Pustovar Segundo: Greg Wilson Primeiro: Kevin Birr |

## Resultados
Jogo 1
| Pista B        | LSFE    | 1 | 2 | 3 | 4 | 5 | 6 | 7 | 8 | 9 | 10 | Final |
| -------------- | ------- | - | - | - | - | - | - | - | - | - | -- | ----- |
| Brasil         |         | 0 | 0 | 0 | 1 | 0 | 1 | X | X | X | X  | 2     |
| Estados Unidos | Martelo | 4 | 2 | 4 | 0 | 3 | 0 | X | X | X | X  | 13    |

Jogo 2
| Pista B        | LSFE    | 1 | 2 | 3 | 4 | 5 | 6 | 7 | 8 | 9 | 10 | Final |
| -------------- | ------- | - | - | - | - | - | - | - | - | - | -- | ----- |
| Estados Unidos | Martelo | 2 | 0 | 1 | 0 | 2 | 3 | 5 | X | X | X  | 13    |
| Brasil         |         | 0 | 1 | 0 | 1 | 0 | 0 | 0 | X | X | X  | 2     |

Jogo 3
| Pista C        | LSFE    | 1 | 2 | 3 | 4 | 5 | 6 | 7 | 8 | 9 | 10 | Final |
| -------------- | ------- | - | - | - | - | - | - | - | - | - | -- | ----- |
| Estados Unidos | Martelo | 0 | 0 | 3 | 0 | 4 | 0 | 4 | 0 | X | X  | 11    |
| Brasil         |         | 1 | 2 | 0 | 1 | 0 | 1 | 0 | 0 | X | X  | 5     |